# The Fantastic Flying Books of Mr. Morris Lessmore
The Fantastic Flying Books of Mr. Morris Lessmore ist ein US-amerikanischer animierter Kurzfilm von William Joyce und Brandon Oldenburg aus dem Jahr 2011. Der Film, der 2012 einen Oscar gewann, fand auch als interaktive E-Book-App Verbreitung.

## Handlung
Eines Tages sitzt der junge Morris Lessmore mit einigen Büchern vor seinem Hotelzimmer und schreibt Notizen in sein rotes Notizbuch. Plötzlich kommt ein so starker Sturm auf, dass sämtliche Buchstaben aus dem Notizbuch geweht werden. Bald wird Morris vom Wind ergriffen und wie alle umliegenden Häuser davongetragen. Er landet in einer Schwarzweißwelt, nur sein Notizbuch ist ihm geblieben. Plötzlich sieht er am Himmel eine junge Frau schweben, die fliegende Bücher wie Hunde an einer Leine auszuführen scheint. Sie wirft ihm ein Buch hinunter und schwebt davon. Das Buch entpuppt sich als Geschichte über Humpty Dumpty, dessen Illustrationen wie ein Daumenkino wirken und Morris den Weg zu einem Haus weisen. Im farbenfrohen Haus ist kein Mensch – es ist voller lebendiger Bücher, die den beim Schritt über die Türschwelle plötzlich ebenfalls eingefärbten Morris begrüßen.
Morris beginnt, mit den Büchern zu leben. Er füttert sie am Morgen mit Buchstabenmüsli, kleidet sie in neue Einbände und bringt altersschwache Bücher wieder zum Leben, indem er sie liest. Er schläft in einem überdimensionalen Buch und notiert sich regelmäßig Dinge über sein Leben in seinem Notizbuch. Auch nach langer Zeit rätselt er noch über die Identität der Frau, die ihm am Himmel schwebend erschienen war und deren Bild in der Villa hängt.
Morris ist alt geworden und sein Notizbuch ist schließlich vollgeschrieben. Er erkennt, dass sein Ende nahe ist, und die Bücher sind traurig. An der Schwelle des Hauses, zu der er sich langsam am Stock begeben hat, umkreisen sie ihn rasch und er wird wieder zu dem Jungen, der einst das Haus zum ersten Mal betreten hat. Er erhebt sich nun in die Luft und einige Bücher tragen ihn wie Hunde angeleint am Himmel davon. Das Humpty-Dumpty-Buch weint ein wenig und Morris’ Bild hängt nun ebenfalls gerahmt im Haus. Wenig später erscheint am Haus ein schwarzweißes Mädchen, das von den Büchern begeistert begrüßt wird. Es färbt sich, als es das Haus betritt, und setzt sich mit Morris’ Notizbuch auf die Schwelle des Hauses und beginnt zu lesen.

## Produktion und Veröffentlichung
The Fantastic Flying Books of Mr. Morris Lessmore war der erste Animationsfilm, den das 2010 in Shreveport, Louisiana, gegründete Moonbot Studio produzierte. Der Film wurde in verschiedenen Techniken, darunter Computeranimation und traditioneller 2D-Animation, realisiert. Inhaltlich nimmt er Bezug zu Hurrican Katrina (Anfangsszene) und dem Film Der Zauberer von Oz; die Gestaltung der Hauptfigur wurde von Buster Keatons Erscheinungsbild beeinflusst. Laut William Joyce, früher als Illustrator bei den Pixar Animation Studios tätig, diente für Morris Lessmore auch der 2003 verstorbene William C. Morris als Vorbild, ein ehemaliger leitender Angestellter bei HarperCollins. Morris hatte mehrere Jahrzehnte lang die Kinderbuchabteilung des US-amerikanischen Verlags geleitet und war auch Ansprechpartner für das Geschäft mit US-amerikanischen Bibliotheken gewesen.
Der Film erlebte am 30. Januar 2011 auf dem Santa Barbara International Film Festival seine Weltpremiere. Daraufhin wurde The Fantastic Flying Books of Mr. Morris Lessmore auf zahlreichen weiteren Filmfestivals im In- und Ausland gezeigt, u. a. im Oktober 2011 im Rahmen des 13. Internationalen Trickfilm-Wochenendes in Wiesbaden.
Der Film wurde 2011 erfolgreich als interaktive E-Book-App auf den Internet-Plattformen App Store und iTunes vertrieben. The Fantastic Flying Books of Mr. Morris Lessmore war in der Woche des 11. Juli 2011 das erste interaktive Buch, das die App-Verkaufscharts noch vor anderen Produkten aus den Sparten „Games“, „Utilities“ und „Entertainment“ anführte.

## Auszeichnungen
The Fantastic Flying Books of Mr. Morris Lessmore wurde mit mehr als ein Dutzend Preisen auf US-amerikanischen Filmfestivals ausgezeichnet, darunter der Oscar in der Kategorie „Bester animierter Kurzfilm“.
- Austin Film Fest 2011: Bester animierter Kurzfilm
- Burbank International Film Festival 2011: „Curator’s Choice Award for Animation“
- Chicago International Children's Film Festival 2011: 1. Preis der Erwachsenen-Jury und 2. Preis der Kinderjury für animierte Kurzfilme
- Cinema on the Bayou 2011: Publikumspreis (Goujon-Caille-Preis)
- Cinequest Film Festival 2011: Bester animierter Kurzfilm
- Cleveland International Film Festival 2011: Bester animierter Kurzfilm
- Florida Film Festival: Publikumspreis – Bester Kurzfilm
- Nashville Film Festival 2011: Spezialpreis der Jury für sein phantasievolles Geschichtenerzählen
- Palm Springs International ShortFest 2011: Publikumspreis – Bester animierter Kurzfilm
- Seattle International Film Festival 2011: Bester Kurzfilm
- SIGGRAPH 2011 Computer Animation Festival: „Best of Show Winner“
- Tacoma Film Fest 2011: Bester Animationsfilm
- Traverse City Film Fest 2011: Bester Kurzfilm für Kinder
- Oscarverleihung 2012: Bester animierter Kurzfilm